# Ingo Sensburg
Ingo Sensburg (* 27. Januar 1949 in Berlin-Kreuzberg) ist ein ehemaliger deutscher Langstreckenläufer und Polizist (zuletzt Polizeihauptmeister der Schutzpolizei).

## Sportliche Erfolge
Mit 166 Berliner Meistertiteln ist Sensburg der erfolgreichste Berliner Leichtathlet aller Zeiten. 1970 wurde er in der Halle Deutscher Vizemeister über 1500 Meter. Seine größten Erfolge in der Halle hatte er dann über 3000 Meter: 1976 wurde er Halleneuropameister in München über diese Distanz, und bei den Deutschen Meisterschaften wurde er dreimal Dritter (1975, 1976 und 1978) und einmal Zweiter (1979). Im Freien kam er bei Deutschen Meisterschaften zweimal aufs Treppchen: 1975 wurde er Vizemeister im Crosslauf und 1976 Dritter über 10.000 Meter. Er wurde meist von Fred Behrnsen trainiert, der neben umfangreichen Läufen auf der Straße bzw. im Wald eine Vielzahl an Wiederholungsläufen auf der Bahn favorisierte und damit seiner Zeit voraus war.
Als Lokalmatador dominierte er den Berlin-Marathon in der Grunewald-Ära mit drei Siegen (1976, 1979 und 1980), eine Marke, die erst Haile Gebrselassie 2008 egalisierte, und später den SCC-Halbmarathon mit vier Siegen (1985–1988). 1976 gewann er den Essener Marathon Rund um den Baldeneysee.
Insgesamt gewann er in der Leichtathletik und in anderen Sportarten bisher rund 200 Berliner Meistertitel.

## Werdegang
Sensburg wohnt in Berlin-Mariendorf. Er startete für die Neuköllner Sportfreunde, den OSC Berlin, die LG Neukölln und die LG Süd Berlin (von der die Neuköllner Sportfreunde ein Teil waren). Sensburg ist verheiratet und hat drei Söhne.

## Persönliche Bestzeiten
- 1500 m: 3:42,8 min, 2. Juli 1977, Berlin
- 3000 m: 7:56,3 min, 9. Juni 1979, Berlin
- 5000 m: 13:32,98 min, 21. Mai 1976, Köln
- 10.000 m: 28:42,0 min, 11. September 1976, Lübeck
- 25-km-Straßenlauf: 1:15:16 h, 4. April 1981, Neumünster
- Marathon: 2:16:48 h, 28. September 1980, Berlin